# Бій при Доггер-банці (1915)
Бій при Доггер-банці — морський бій у Північному морі, що стався 24 січня 1915 року під час Першої світової війни між військовими кораблями Імператорських військово-морських сил Німецької імперії та Королівського військово-морського флоту Великої Британії.

## Передумови
У січні 1915 року німецька ескадра під головуванням віцеадмірала Франца фон Гіппера в складі трьох лінійних крейсерів «Зейдліц», «Мольтке» та «Дерфлінгер», а також панцерного крейсера «Блюхер», у супроводі чотирьох малих крейсерів та 18 міноносців, спробувала атакувати британські патрульні катери у Доггер-банці в Північному морі, щоб знищити або відтиснути їх звідти. Згодом залучення останнього панцерного крейсера німецьких ВМС «Блюхера» виявиться фатальним. Ця атака, відповідно до стратегії шпилькових уколів, мала спровокувати ВМФ Великої Британії до необачних ударів у відповідь. У наслідок чого німці змогли би змусити окремі частини британського Великого Флоту, який був більшим за німецький, прийняти бій у невигідних для них умовах та знищити їх.
Але керівництво німецького флоту на чолі з Фрідріхом фон Інгенолем на встигло забезпечити дальню охорону лінійними кораблями. До того ж Британське адміралтейство було попереджене службою дешифрування з «кімнати 40» про бойовий наказ для Гіппера, котрий вдалося перехопити та розшифрувати, тому що він був наданий по радіозв'язку, хоча для цього не було жодних причин. 15 хвилин після того, як 23 січня після полудня ескадра Гіппера залишила затоку Яде, їй на зустріч з Ферт-оф-Форту під головуванням віце-адмірала Дейвіда Бітті вийшло п'ять лінійних крейсерів HMS Lion, HMS Tiger, HMS Princess Royal, HMS Indomitable та HMS New Zealand, а також троє легких крейсерів та 35 есмінців.

## Бій

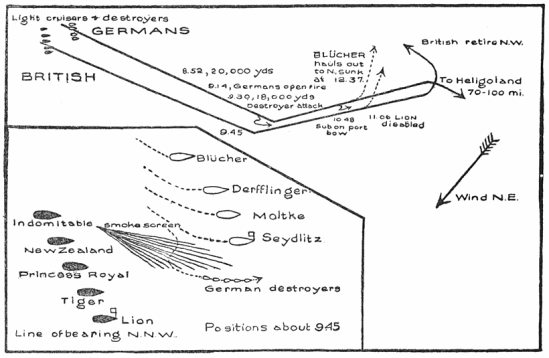
Розташування кораблів

На світанку обидва флоти зустрілися при тихому морі й добрій видимості на очікуваній британцями позиції — біля 30 миль на північ від Доггер-банки та 180 миль західніше Гельголанду. Побачивши значно переважаючи сили британців, Гіппер дав наказ розвернутися й взяти протилежний курс. Але він не наказав підвищувати швидкість, аби найповільніший корабель «Блюхер» не відставав від ескадри. Через це лінійним крейсерам британців вдалося скоротити відстань. Хоча й Бітті через високу швидкість довелося залишити позаду кілька своїх кораблів, зокрема «Індомітебл» та «Нова Зеландія». Ці одиниці не могли дотримуватися заданої ним швидкості у 27 вузлів, щоб наздогнати ворога.
О 09:52 «Лайон», який йшов попереду, відкрив вогонь по «Блюхеру», о 10:05 був наданий наказ про відкриття всебічного вогню. Через меншу далекобійність німецькі кораблі змогли відкрити вогонь тільки через деякий час: перший постріл у відповідь здійснив «Дерфлінгер» о 10:11. Гіппер попередив командування флоту, але морський флот німців був надто далеко, аби прийти на допомогу своїм кораблям.
Перше влучання в «Блюхер» було здійснено о 10:12. Через свою меншу далекобійність «Блюхер» зміг відповісти лише о 10:18 з відстані 17—17,5 км. Британці повільно обходили німців з правої сторони. «Лайон» перевів свій вогонь на «Дерфлінгера», обстріл «Блюхера» перейняв «Тайгер». Зрештою «Лайон» наздогнав передній корабель німців — «Зейдліц».
Після чого Бітті надав наказ: «Кожен веде вогонь по ворогу навпроти!». Тоді «Тайгер» змінив напрямок свого вогню на «Зейдліц», який вже піддавався обстрілу зі сторони «Лайона». «Прінсесс Ройял» вів вогонь по «Дерфлінгеру», а «Нова Зедандія» по «Блюхеру». «Мольтке» довгий час залишався поза обстрілом, під час всього бою в нього жодного разу не було влучено. Позаяк «Індомітебл» не міг дістати до цілі.
О 10:43 пряме попадання 343-міліметрового снаряду в нижню частину башти «D» призвело до пожежі боєприпасів на «Зейдліц», вивело зі строю дві гарматні башти та вбило 165 чоловік. Командир котельного відділення Вільгельм Хайдкамп голими руками відкрив до біла розпечені кінгстони, завадивши таким чином вибуху заднього складу боєприпасів. Внаслідок чого, корабель осів на 10,5 метрів з боку корми. О 11:25 «Зейдліц» отримав ще одне пряме попадання в середню частину. Так само, пряме попадання отримав «Дерфлінгер», після якого тільки великими зусиллями вдалося запобігти вибуху зарядних картузів.
О 11:30 «Блюхер» отримав ще одне важке попадання, яке пошкодило систему подачі боєприпасів. Згоріло біля 40 картузів, що призвело до пожежі на двох передніх бортових баштах. Також було значно пошкоджено головний паровід у третьому котельному відділенні. Швидкість «Блюхера» знизилася до 17 вузлів і він залишився позаду решти флоту. Тому Бітті наказав все ще відстаючому «Індомітебл» потопити «Блюхер».
Німці сконцентрували свій вогонь на флагманському кораблі Бітті — «Лайон». Переважну кількість попадань здійснив «Дерфлінгер». О 11:52 «Лайон» був змушений залишити кільватер, бо його швидкість сягала лише 15 вузлів. Передавати накази відтепер можна було тільки сигнальними прапорами. «Тайгер» теж отримав важкі пошкодження.

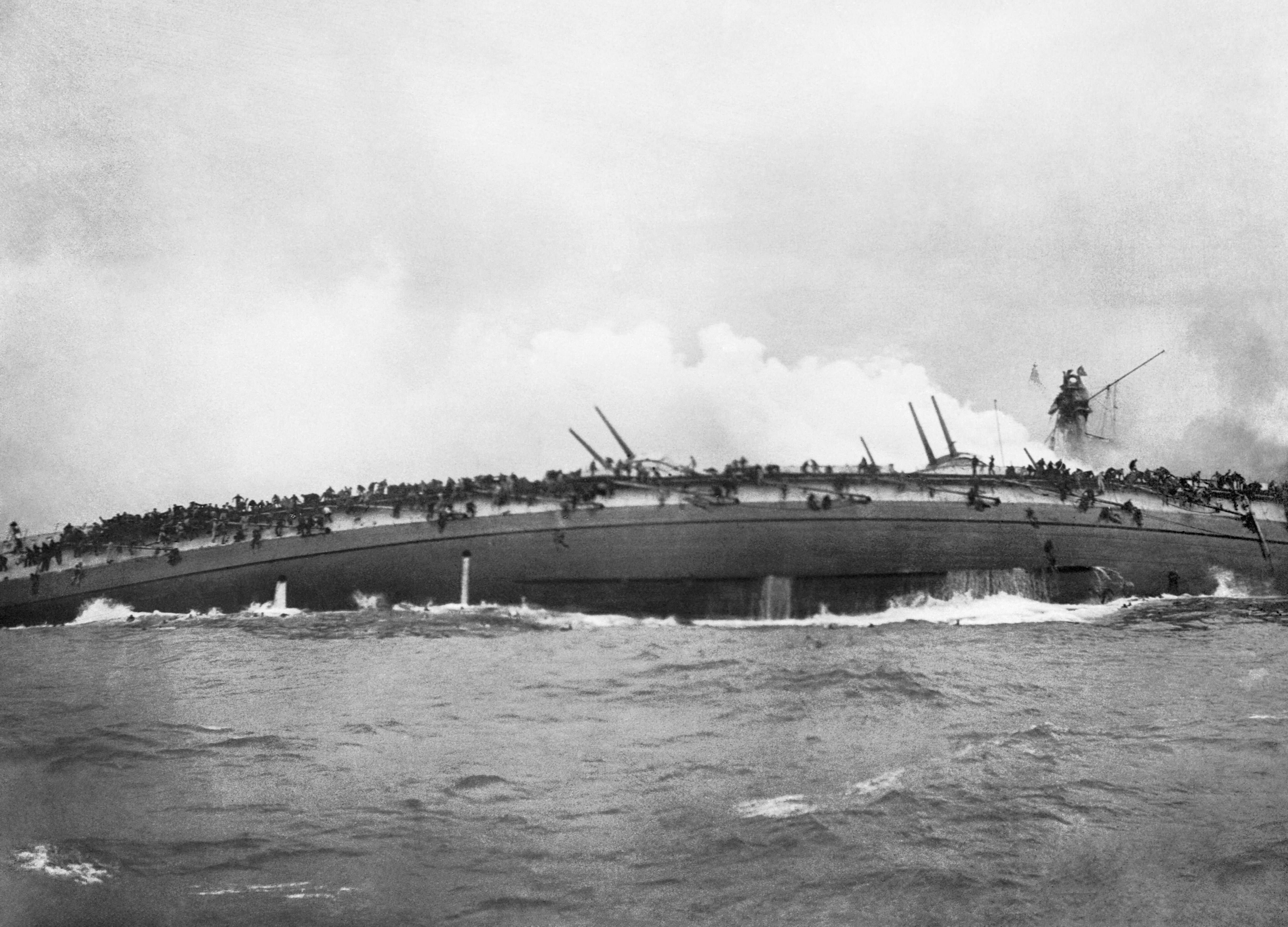
Загибель німецького корабля «Блюхер»

Після помилкового повідомлення з підводного човна про те, що міноносець «V 5» начебто з великої відстані випустив торпеду, Бітті, щоб уникнути удару, надав наказ: «90 градусів ліворуч». Але цей маневр надав би втікаючим німецьким кораблям занадто велику перевагу, тому декілька хвилин потому він змінив свій наказ на «курс північ-схід», щоб зменшити розворот до 45-ти градусів. Для ясності, що втікаючи кораблі треба переслідувати й надалі, він наказав просигналити: «Атакувати задні ворожі кораблі». Та замість того, щоб підняти сигнали на двох різних щоглах, вони були підняти на одній, тому капітани інших кораблів зрозуміли обидва накази як один: «Атакувати задні ворожі кораблі по курсу північ-схід». Там, відставши від німецької ескадри, знаходився «Блюхер», через що близько 12-ї години виконувач обов'язків командувача контрадмірал Мур, котрий був на борту «Нової Зедандії», дав наказ усім бойовим одиницям атакувати його. Це дало змогу решті німецьких кораблів відірватися від противника. Щоб виправити цю помилку, Бітті хотів надати відомий наказ адмірала Нельсона: «Атакувати найближчого ворога». Та цей наказ мав би бути розцвічуваним прапорцями з окремих слів, бо він не входив до зводу сигналів. Тому Бітті наказав просигналити: «Триматися ближче до ворога», що на його думку в цій ситуації найбільше нагадувало наказ Нельсона, Але решта флоту вже не змогла його розпізнати. Так як Бітті саме в цей час перебирався з «Лайона», котрий вже не міг маневрувати, на есмінець «Аттак», то виправити це непорозуміння вдалося лише згодом. Бітті спробував відновити переслідування втікаючого противника, та так і не зміг його наздогнати.  
З 12:10 «Блюхер» піддавався важкому вогню з усіх британських кораблів. У затопленні брали участь навіть легкі крейсери та есмінці. При цьому «Блюхер» своєю останньою гарматою зміг важко пошкодити кормову башту есмінця «Метеор». О 13:13, після того, як в нього влучили приблизно сім торпед та сотня снарядів, «Блюхер» почав перехилятися. Він продрейфував ще декілька хвилин кілем догори й затонув.
Британські кораблі врятували 260 чоловік. Порятунку заважав німецький літак, бо не розібрався в ситуації. 792 члена команди загинули.
Зроблений з британського корабля знімок, котрий зображує, як члени команди намагаються порятуватися з тонучого корабля, залишається однією з найвідоміших воєнних фотографій часів Першої світової війни.

## Підсумки бою
З британської сторони були важко пошкоджені двоє сучасних лінійних крейсерів. «Лайон» довелося відбуксовувати, бо внаслідок попадань на ньому були виведені зі строю моторне відділення і генератори. Німці втратили панцерний крейсер «Блюхер». Навіть незважаючи на те, що німці, хоча й помилково, вважали, що їм начебто вдалося затопити британський лінійний крейсер «Лайон», підсумки бою були розцінені як поразка — тому адмірала фон Інгеноля було звільнено. Його наступник Гуго фон Поль за наказом Вільгельма II тримав німецький флот в захищеній Німецькій затоці, Внаслідок аналізу отриманих пошкоджень на «Зейдліц» були розроблені технічні покращення, що мали б зменшити небезпеку вибухів й займань. Це начебто призвело до більшої витривалості німецьких лінійних крейсерів під час Ютландської битви. 
Британці проігнорували погану стрільбу та слабке бронювання й протипожежний захист своїх кораблів, а також плутанину при передачі наказів. Лише контр-адмірала Мура тишком звільнили з посади. Нового призначення він не отримав. На нього поклали відповідальність за те, що більша частина німецької ескадри змогла втекти, хоча він лише слідував наказам Бітті. Флаг-офіцера Бітті, котрий допустився помилок при подачі сигналів, залишили на своєму місці. Під час Ютландської битви він теж передаватиме накази Бітті і знову помилиться. 
І хоча були спроби провести розслідування, але Вінстон Черчилль, котрий на той час обіймав посаду Першого лорда Адміралтейства, перешкодив цьому, щоби громадськість не поставила під питання представлену їй картину морської перемоги. 